# Rafał Siemaszko
Rafał Siemaszko (Wejherowo, 11 settembre 1986) è un ex calciatore polacco, di ruolo attaccante.

## Carriera

### Club

#### 2010 in prestito all'Arka Gdynia
Nell'estate del 2010 l'Orkan Rumia lo dà in prestito all'Arka Gdynia. Un anno dopo ritorna all'Orkan.
Debutta con l'Arka Gdynia l'8 agosto 2010 nella sconfitta fuori casa per 1-0 contro il Wisla Cracovia.

## Palmarès

### Club

#### Competizioni nazionali
- Coppa di Polonia: 1

Arka Gdynia: 2016-2017
- Supercoppa di Polonia: 1

Arka Gdynia: 2017